# Cynortula pectinipes
Cynortula pectinipes is een hooiwagen uit de familie Cosmetidae.